# Profilbuchstabe

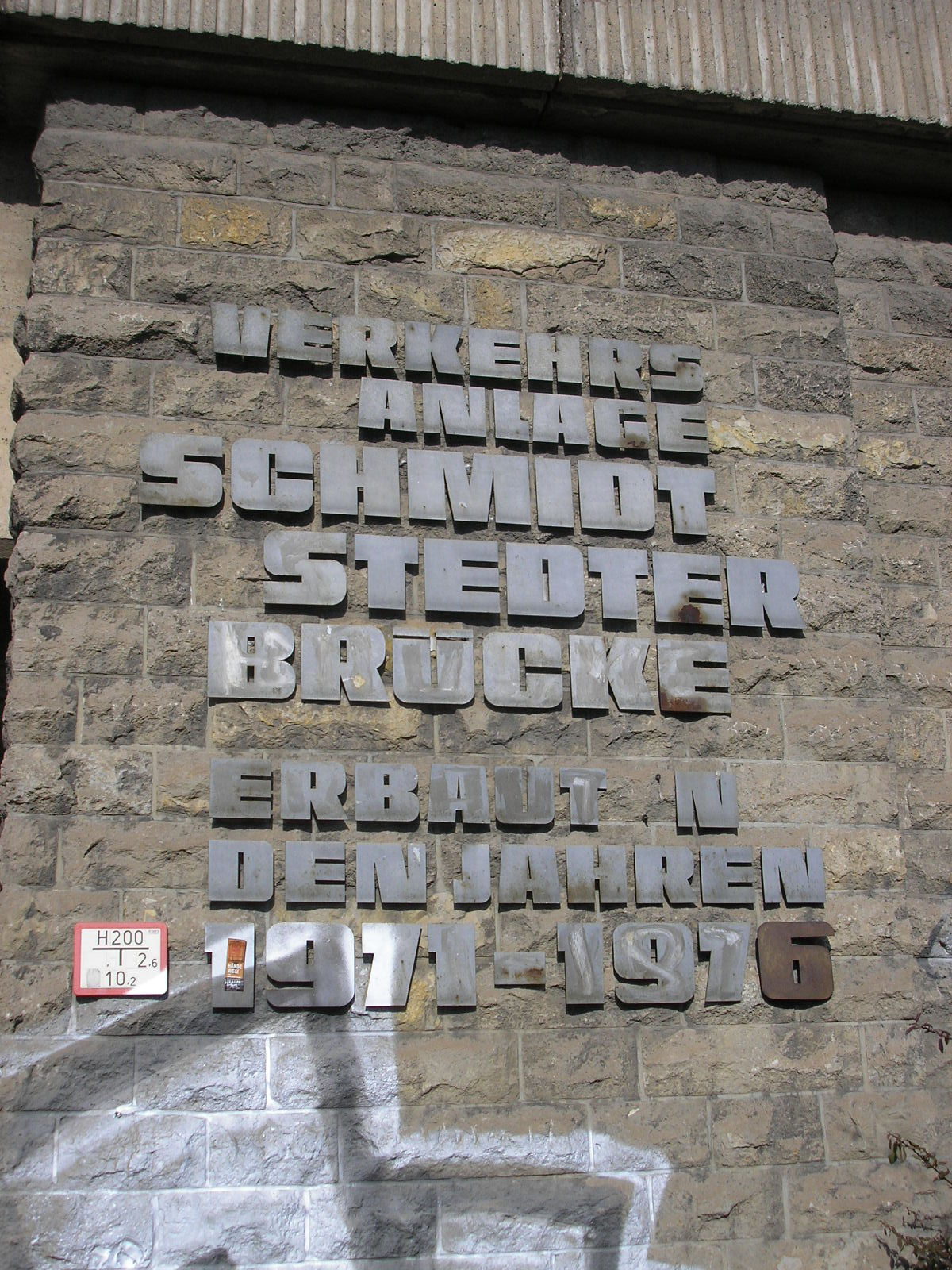
Flachbuchstaben

Profilbuchstaben sind maßgeschneiderte Metall- oder Kunststoff-Buchstaben, die häufig an den öffentlichen Gebäuden von Wirtschaft, Kirchen und anderen Organisationen, aber auch an Geschäften, Banken und Unternehmen im Außenbereich im Zuge der Werbung eingesetzt werden.

## Verschiedene Arten von Profilbuchstaben
Die Arten werden in der Fertigungstechnik mit den Bezeichnungen Profil 1, Profil 3 und Profil 5 bezeichnet.

### Profil 1
Zuerst wird die Form des Buchstabens aus einem Blech (in der Regel Aluminium oder Edelstahl) gelasert oder gefräst. Eine Bahn aus demselben Material wird dann entsprechend der Form des Buchstabens gebogen. Diese Form wird dann mit dem vorher geschnittenen Flachbuchstaben verlötet oder verschweißt.

### Profil 3
Hier wird der Buchstabe auf dieselbe Art und Weise hergestellt, wie Profil 1. Allerdings wird der Buchstabe mit LEDs ausgestattet. Nun kann man den Buchstaben mit Abstandshaltern an der Wand befestigen. Die Art der Herstellung erzeugt nun einen Koronaeffekt durch die hinterleuchteten Profilbuchstaben.

### Profil 5
Bei dieser Art wird auch zuerst eine Form des Buchstabens aus Flachmaterial gelasert oder gefräst. Für Profil-5-Buchstaben verwendet man sehr oft Aluminium, da man so durch das geringe Gewicht auch sehr große Werbeanlagen herstellen kann. Auch hier wird aus demselben Material eine Zarge gebogen, die dann mit dem Flachbuchstaben verschweißt oder verlötet wird. Nun kann man den Profilbuchstaben mit LEDs ausstatten.
Als Nächstes wird die Form des Buchstabens aus Acrylglas ausgefräst, das in vielen verschiedenen RAL-Farben erhältlich ist. Diese wird nun von einem Umleimer aus Kunststoff (auch Trim-Cap genannt) umrahmt. Nun kann man den Acrylteil wie einen Deckel auf dem Profil befestigen.
Durch die Transluzenz des Acrylglases hat man nun einen Leuchtbuchstaben.